# Cissus laneus
Cissus laneus är en vinväxtart som beskrevs av Descoings. Cissus laneus ingår i släktet Cissus och familjen vinväxter. Inga underarter finns listade i Catalogue of Life.